# 2430 Bruce Helin
2430 Bruce Helin (1977 VC) là một tiểu hành tinh vành đai chính được phát hiện ngày 8 tháng 11 năm 1977 bởi Helin, E. F. và Shoemaker, E. ở Palomar.